# Châtellerault
Châtellerault è un comune francese di 31 537 abitanti situato nel dipartimento della Vienne, nella regione Nuova Aquitania.
È il quinto comune più popoloso della regione, dopo Poitiers, La Rochelle, Angoulême e Niort.
Tra le personnalite legate alla città vi sono Clément Jannequin, compositore, Christiane Martel, modella, Miss Universo 1953, e Jean-Pierre Thiollet, scrittore.

## Società

### Evoluzione demografica
Abitanti censiti

## Amministrazione

### Gemellaggi
- Velbert
- Kaya
- Corby
- Contea di Kent (Nuovo Brunswick)
- Castellón de la Plana
- Hamilton
- Piła